# Nuoto ai Giochi della XVI Olimpiade - 100 metri farfalla femminili
La competizione dei 100 metri farfalla femminili di nuoto ai Giochi della XVI Olimpiade si è svolta nei giorni 3 e 5 dicembre 1956 allo stadio del nuoto di Melbourne.

## Programma
| Data            | Round    | Note                           |
| --------------- | -------- | ------------------------------ |
| 3 dicembre 1956 | Batterie | I migliori 8 tempi alla finale |
| 5 dicembre 1956 | Finale   |                                |

## Risultati

### Batterie
| Pos. | Atleta          | Nazione        | Tempo  | Posizione |
| ---- | --------------- | -------------- | ------ | --------- |
| 1    | Shelley Mann    | Stati Uniti    | 1'11"2 | 1         |
| 2    | Nancy Ramey     | Stati Uniti    | 1'13"4 | 2         |
| 3    | Sara Barber     | Canada         | 1'16"2 | 6         |
| 4    | Marta Skupilová | Cecoslovacchia | 1'17"7 | 9         |
| 5    | Maureen Giles   | Australia      | 1'19"4 | 11        |

| Pos. | Atleta              | Nazione       | Tempo  | Posizione |
| ---- | ------------------- | ------------- | ------ | --------- |
| 1    | Beverly Bainbridge  | Australia     | 1'14"4 | 3         |
| 2    | Mary Sears          | Stati Uniti   | 1'15"1 | 4         |
| 3    | Mária Littomeritzky | Ungheria      | 1'15"2 | 5         |
| 4    | Beth Whittall       | Canada        | 1'16"9 | 7         |
| 5    | Jutta Langenau      | Germania      | 1'17"4 | 8         |
| 6    | Anne Morton         | Gran Bretagna | 1'17"7 | 9         |
| 7    | Odette Lusien       | Francia       | 1'19"8 | 12        |

### Finale
| Pos.    | Atleta              | Nazione     | Tempo  |
| ------- | ------------------- | ----------- | ------ |
| Oro     | Shelley Mann        | Stati Uniti | 1'11"0 |
| Argento | Nancy Ramey         | Stati Uniti | 1'11"9 |
| Bronzo  | Mary Sears          | Stati Uniti | 1'14"4 |
| 4       | Mária Littomeritzky | Ungheria    | 1'14"9 |
| 5       | Beverly Bainbridge  | Australia   | 1'15"2 |
| 6       | Jutta Langenau      | Germania    | 1'17"4 |
| 7       | Beth Whittall       | Canada      | 1'17"9 |
| 8       | Sara Barber         | Canada      | 1'18"4 |